# Dorcadion biforme
Dorcadion biforme là một loài bọ cánh cứng trong họ Cerambycidae.